# Kissa Sins
Kissa Sins (Pasadena, 22 juni 1987) is een Amerikaanse pornoactrice en model. Ze is bekend geworden door haar optredens in pornofilms en haar samenwerking met verschillende grote studio's.

## Levensloop
Kissa Sins begon haar carrière in de porno-industrie in 2014, geïnspireerd door haar partner en mede-pornoacteur Johnny Sins. Samen hebben ze een groot aantal scènes en films opgenomen. Voordien werkte Sins als weddingplanner en ondernemer.
Sins heeft voor verschillende bekende productiehuizen gewerkt, waaronder Brazzers, Digital Playground en Naughty America. Voor Brazzers schreef ze het script voor de serie Sins Life, waaraan Sins vanaf november 2014 werkte. In februari 2015 werd de serie uitgebracht. Het leverde Sins een exclusief contract bij Brazzers op. Het tweede seizoen van Sins Life werd genomineerd voor een AVN Award voor de categorie Beste mannelijke/vrouwelijke seksscène.
Naast haar werk als pornoactrice is Kissa ook actief op sociale media en heeft ze een eigen website waar ze exclusieve content deelt met haar fans.

## Prijzen en erkenning
Kissa Sins heeft tijdens haar carrière verschillende nominaties en prijzen ontvangen, waaronder:
- AVN Award nominatie voor Beste Nieuwe Ster in 2016.
- XBIZ Award nominatie voor Beste Nieuwkomer in 2016.
- Verschillende andere nominaties voor haar optredens in specifieke films en scènes.

## Persoonlijk leven
Kissa Sins heeft een relatie met Johnny Sins, met wie ze zowel in haar persoonlijke als professionele leven nauw samenwerkt.